# In te (brano musicale)
In te è un brano musicale del cantante italiano Nek, terza traccia dell'album omonimo, pubblicato nel 1993 dalla Fonit Cetra.

## Descrizione
Scritta insieme a Giuseppe Isgrò e Antonello De Sanctis, la canzone viene presentata da Nek al Festival di Sanremo 1993 ed ha come tema il delicato argomento dell'aborto. La canzone si classifica al 3º posto nella sezione Novità alle spalle di Laura Pausini e Gerardina Trovato, facendo scalpore per il tema antiabortista.
L'assolo di chitarra finale è di Ricky Portera.
La canzone è anche presente nella raccolta The Best of Nek - L'anno zero ma con un nuovo arrangiamento, mentre la versione originale è presente in E da qui - Greatest Hits 1992-2010, seconda raccolta dell'artista emiliano.

## Altre versioni
La canzone è stata parodiata dal gruppo Elio e le Storie Tese nell'album Peerla, e la cover è stata pubblicata anche come singolo assieme al brano (Gomito a gomito con l') Aborto.